# أم غراف
أم غراف قرية سوريّة تتبع إداريّاً لمحافظة حلب منطقة جبل سمعان ناحية تل الضمان، بلغ تعداد سكانها 332 نسمة حسب التعداد السكاني لعام 2004.